# Sphyraena jello
Sphyraena jello és un peix teleosti de la família dels esfirènids i de l'ordre dels perciformes.

## Morfologia
Pot arribar als 150 cm de llargària total.

## Distribució geogràfica
Es troba des de les costes del Mar Roig fins al sud-est de Sud-àfrica, Nova Caledònia, Vanuatu i Tonga.